# Liste der Kulturdenkmäler in Thörlingen
In der Liste der Kulturdenkmäler in Thörlingen sind alle Kulturdenkmäler der rheinland-pfälzischen Ortsgemeinde Thörlingen aufgeführt. Grundlage ist die Denkmalliste des Landes Rheinland-Pfalz (Stand: 27. Oktober 2023).

## Einzeldenkmäler
| Bezeichnung | Lage                       | Baujahr         | Beschreibung | Bild |
| ----------- | -------------------------- | --------------- | --- | ---- |
| Skulpturen  | In der Hohl, in Nr. 2 Lage | 18. Jahrhundert | im Neubau der Katholischen Filialkirche St. Peter und Paul: Muttergottes, erste Hälfte des 18. Jahrhunderts; Heiliger Petrus und Heiliger Judas Thaddäus, 18. Jahrhundert | BW   |